# Уиган (район)
Уиган (англ. Wigan) — метрополитенский район (боро) в церемониальном графстве Большой Манчестер в Англии. Административный центр — город Уиган.

## География
Район расположен в западной части графства Большой Манчестер, граничит с графствами Ланкашир, Мерсисайд и Чешир.

## Состав
В состав района входят 9 городов:
- Атертон (англ.)
- Аштон-ин-Мейкерфилд (англ.)
- Голборн (англ.)
- Инс-ин-Мейкерфилд (англ.)
- Ли (англ.)
- Стэндиш (англ.)
- Тайлдесли (англ.)
- Уиган
- Хиндли (англ.)

4 территории (англ. Unparished area):
- Абрам (англ.)
- Аспул (англ.)
- Биллиндж-энд-Уинстанли (англ.)
- Оррелл (англ.)

и 3 общины (англ. Civil parish):
- Уортингтон (англ.)
- Хей (англ.)
- Шевингтон (англ.)